# Brzezno (Grande-Pologne)
Pour les articles homonymes, voir Brzeźno.
Brzezno (prononciation : [ˈbʐɛznɔ]) est un village polonais de la gmina de Kaźmierz dans le powiat de Szamotuły de la voïvodie de Grande-Pologne dans le centre-ouest de la Pologne.
Il se situe à environ 3 km au sud-est de Kaźmierz (siège de la gmina), 13 km au sud de Szamotuły (siège du powiat), et à 22 km à l'ouest de Poznań (capitale de la Grande-Pologne).

## Histoire
De 1975 à 1998, le village faisait partie du territoire de la voïvodie de Poznań.

Depuis 1999, Brzezno est situé dans la voïvodie de Grande-Pologne.
Le village possède une population de 540 habitants.